# Панямуне
Паняму́не или Панему́не (лит. Panemunė, альт. рус. Понемунь) — город в Пагегяйском самоуправлении Таурагского уезда Литвы, входит в состав Пагегского староства. Самый маленький город Литвы.

## Положение и общая характеристика
Расположен на правом берегу Немана напротив города Советск (Калининградская область, Россия), с которым связан мостом Королевы Луизы. Автомобильной дорогой связан с пунктом пропуска Советск.
Является самым маленьким городом Литвы, кроме того, это единственный город Литвы не являющийся центром староства.
В городе действует АЗС, начальная школа, почтовое отделение (LT-99029) и библиотека (создана в 1958 году).

## История

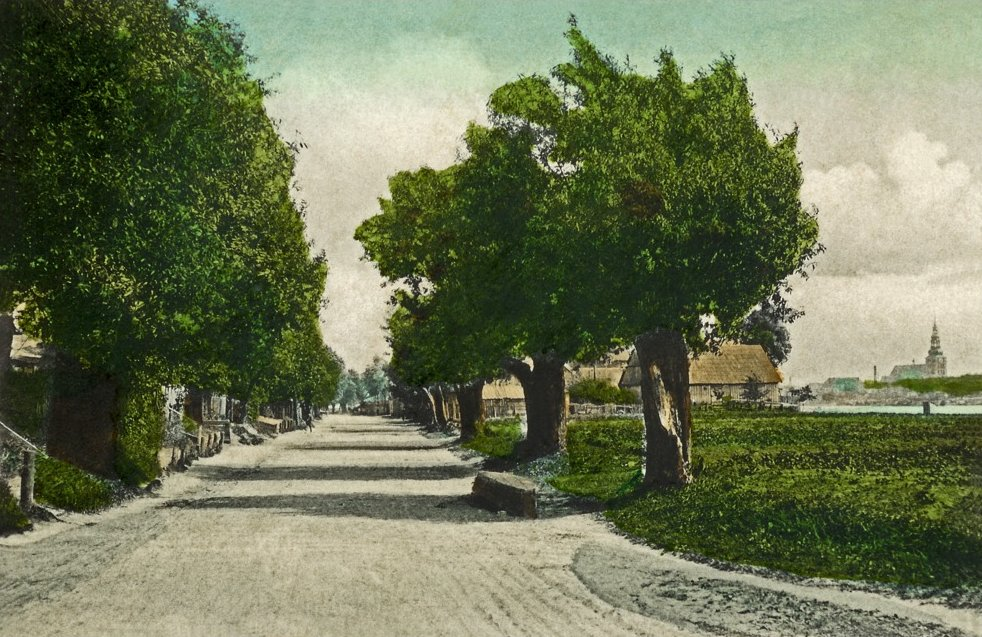
Фотография начала XX века с видом на главную улицу правобережной части города Тильзит.

Известен с XIX века, как правобережная часть города Тильзит (ныне Советск).
После поражения Германии в Первой мировой войне, в 1920 году, согласно Версальскому договору, области Германской империи севернее Немана образовали Клайпедский край под мандатом Лиги наций, при этом непосредственный контроль и поддержание порядка в новообразованной территории был закреплен за Францией. В результате правобережная часть Тильзита была выделена из его состава в виде пригорода и стала именоваться Юбермемель (нем. Übermemel).
Нынешнее название город получил в 1923 году, когда произошло Мемельское восстание и Клайпедский край вошел в состав Литвы.
В 1939 году Клайпедский край был аннексирован нацистской Германией, а Панемуне как и прежде стал частью Тильзита.
После окончания Второй мировой войны Клайпедский край оказался под контролем СССР и в 1947 году был включен в состав Литовской Советской Социалистической Республики, таким образом Панемуне вновь был выделен в самостоятельный населённый пункт.
30 января 1968 года получил статус посёлка городского типа.
Административное подчинение: 

До Первой мировой войны входил в состав муниципалитета города Тильзит Тильзитского земельного района (лит. Tilžės apskritis, нем. Landkreis Tilsit).
С 1968 года по 1995 год в статусе посёлка городского типа относился к Шилутскому району.
В 1995 году был включен в Пагегяйское староство Шилутского районного самоуправления Клайпедского уезда.
В 1999 году вместе с Пагегяйским и четырьмя другими староствами составил новообразованное Пагегяйское самоуправление, которое было включено в Таурагский уезд.

## Население
| 1959                           | 1970 | 1978 | 1979 | 1986 | 1989 |
| ------------------------------ | ---- | ---- | ---- | ---- | ---- |
| 539                            | 545  | 500  | 506  | 430  | 398  |
| 2001                           | 2006 | 2007 | 2008 | 2009 | 2010 |
| 329                            | 325  | 319  | 318  | 313  | 313  |
| Гистограмма динамики населения |      |      |      |      |      |

| Год  | Численность | Численность |
| ---- | ----------- | ----------- |
| 2001 | 330         | [ 11 ]      |
| 2002 | 332         | [ 11 ]      |
| 2003 | 326         | [ 11 ]      |
| 2004 | 316         | [ 11 ]      |
| 2005 | 315         | [ 11 ]      |
| 2006 | 312         | [ 11 ]      |
| 2007 | 302         | [ 11 ]      |
| 2008 | 296         | [ 11 ]      |
| 2009 | 289         | [ 11 ]      |
| 2010 | 284         | [ 11 ]      |
| 2011 | 294         | [ 12 ]      |
| 2012 | 264         | [ 11 ]      |
| 2013 | 265         | [ 11 ]      |
| 2014 | 247         | [ 11 ]      |
| 2015 | 239         | [ 11 ]      |
| 2016 | 225         | [ 11 ]      |
| 2017 | 226         | [ 13 ]      |
| 2018 | 217         | [ 14 ]      |
| 2019 | 204         | [ 11 ]      |
| 2020 | 195         | [ 11 ]      |
| 2021 | 217         | [ 11 ]      |
| 2022 | 204         | [ 11 ]      |
| 2023 | 207         | [ 11 ]      |